# Jonas Aguenier
Jonas Aguenier est un joueur français de volley-ball né le 28 avril 1992 à Orléans (Loiret). Il mesure 2,02 m et joue central. Il totalise 36 sélections en équipe de France.
Privé des Jeux Olympiques de Rio avec l'équipe de France à cause d'une fracture de fatigue, le joueur s'engage avec le Chaumont Volley-Ball 52 durant l'été 2016. Malheureusement, dès son retour de blessure, il est victime d'une luxation du genou lors de son premier entraînement collectif. Il fait ses débuts avec le club chaumontais seulement au mois de décembre 2016 après une troisième blessure (fracture de l'auriculaire) en étant titularisé en Challenge Cup.

## Clubs
| Club              | De        | À         |
| ----------------- | --------- | --------- |
| Nantes Rezé MV    | 2011-2012 | 2013-2014 |
| AS Cannes         | 2014-2015 | 2015-2016 |
| Chaumont VB 52    | 2016-2017 | 2017-2018 |
| Marconi Spolète   | 2018-2019 | 2018-2019 |
| Blu Volley Vérone | 2019-2020 | en cours  |

## Palmarès

### En sélection nationale
- Ligue mondiale (2)
  -  : 2015, 2017.
  -  : 2016.
- Ligue des nations
  -  : 2018.
- Mémorial Hubert Wagner
  -  : 2015.
- Championnat d'Europe (1)
  -  : 2015.
- Jeux méditerranéens
  -  : 2013.

### En club
- Championnat de France — Div. A (1)
  - Vainqueur : 2017.
  - Finaliste : 2018.
  - Troisième : 2015.
- Supercoupe de France (1)
  - Vainqueur : 2017.
- Challenge Cup
  - Finaliste : 2017.
- Coupe de France
  - Finaliste : 2018.
- Championnat d'Italie — Div. B
  - Troisième : 2019.

### Distinctions individuelles
Néant